# Prastoka
Prastoka (en népalais : प्रष्टोका) est un comité de développement villageois du Népal situé dans le district de Bara. Au recensement de 2011, il comptait 10 205 habitants.